# Allygus provincialis
Allygus provincialis är en insektsart som beskrevs av Ferrari 1882. Allygus provincialis ingår i släktet Allygus och familjen dvärgstritar. Inga underarter finns listade i Catalogue of Life.